# Francesco Maria Imperiale Lercari
Il Serenissimo Francesco Maria Imperiale Lercari (Sampierdarena, 4 giugno 1629 – Genova, 25 maggio 1712) fu il 127º doge della Repubblica di Genova e re di Corsica.

## Biografia

Stemma nobiliare degli Imperiale

Figlio di Franco Maria e Giovanna Maria Salvago, nacque nella villa nobiliare di famiglia a Sampierdarena, ma dall'adolescenza si trasferì nel centro storico genovese presso il palazzo Lercari di Strada Nuova.
Come altri nobili genovesi partecipò con la maggiore età alla vita pubblica trovando impiego in diversi uffici e magistrati e adempiendo a diversi incarichi istituzionali per la Repubblica di Genova.
Salì al dogato il 18 agosto 1683 (e in qualità di doge fu investito anche della correlata carica biennale di re di Corsica) e sin dall'inizio dovette affrontare la sempre più esplosiva questione diplomatica con la Francia di Luigi XIV.
Uno stato di tensione che presto destò pure le preoccupazioni del popolo genovese e delle istituzioni tanto che, in vista di un sempre più possibile attacco francese, nel maggio del 1684 il doge Francesco Maria Imperiale Lercari predispose la nascita di una "giunta di guerra" composta da otto fidati membri, da lui presieduta, oltreché ad una nuova difesa delle mura e del territorio come, tra l'altro, già predisposero i suoi predecessori.

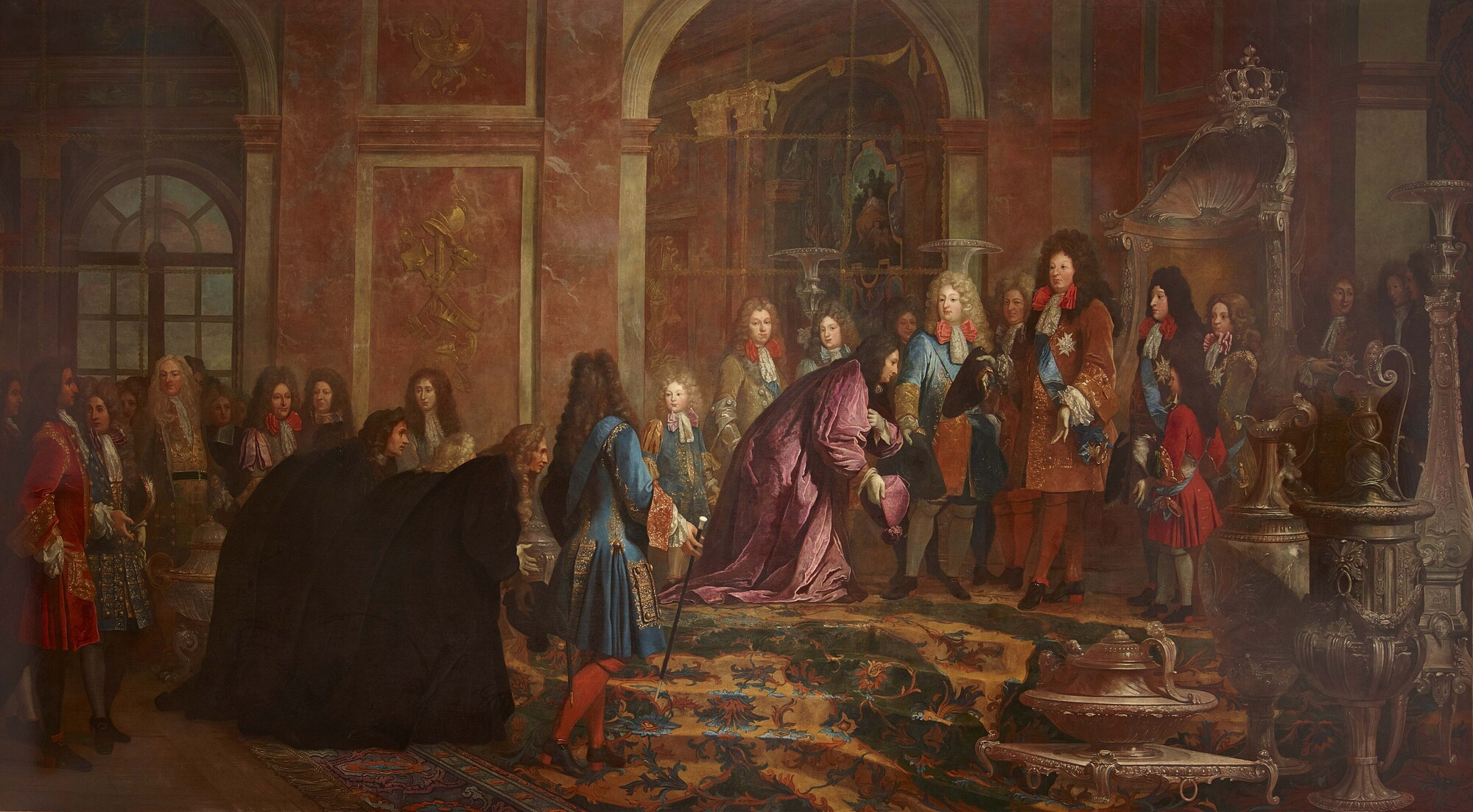
La riparazione fatta a Luigi XIV dal doge di Genova Francesco Maria Imperiale Lercari, 15 maggio 1685, opera di Claude Guy Hallé (1715).

Il 17 maggio cominciò l'assedio dei Francesi, che perdurò fino al 29 maggio e che vide protagonisti assoluti il doge, le guarnigioni genovesi (e le altre milizie provenienti dal Ducato di Milano) e la coraggiosa difesa della città intera: il bombardamento navale di Genova del 1684 fu uno degli episodi più gravi della storia repubblicana.
E ad ulteriore arrogante pretesa della corona francese verso la Repubblica di Genova, il doge in persona - e altri rappresentanti genovesi - furono costretti a recarsi alla reggia di Versailles il 15 maggio 1685 per compiere un atto di "riparazione". Il ricevimento nella residenza reale fu curato in ogni dettaglio, rispettoso del protocollo e delle etichette e tutto a vantaggio del prestigio del sovrano e della corte di Francia. Ma il doge, che per compiere tale gesto "riparativo" dovette uscire dai confini genovesi, caso rarissimo se non unico, rispose ad una spontanea domanda di Luigi XIV su cosa lo avesse colpito di più nella sua reggia con le parole in genovese "mi chi" ("io qui") quasi a tener alto, pure in quella occasione, l'onore della Repubblica che egli rappresentava.
Terminato il mandato il 18 agosto 1685 - l'ottantaduesimo in successione biennale e il centoventisettesimo nella storia repubblicana - non è da escludere che abbia continuato a lavorare in ambienti pubblici ed a ricevere altri incarichi.

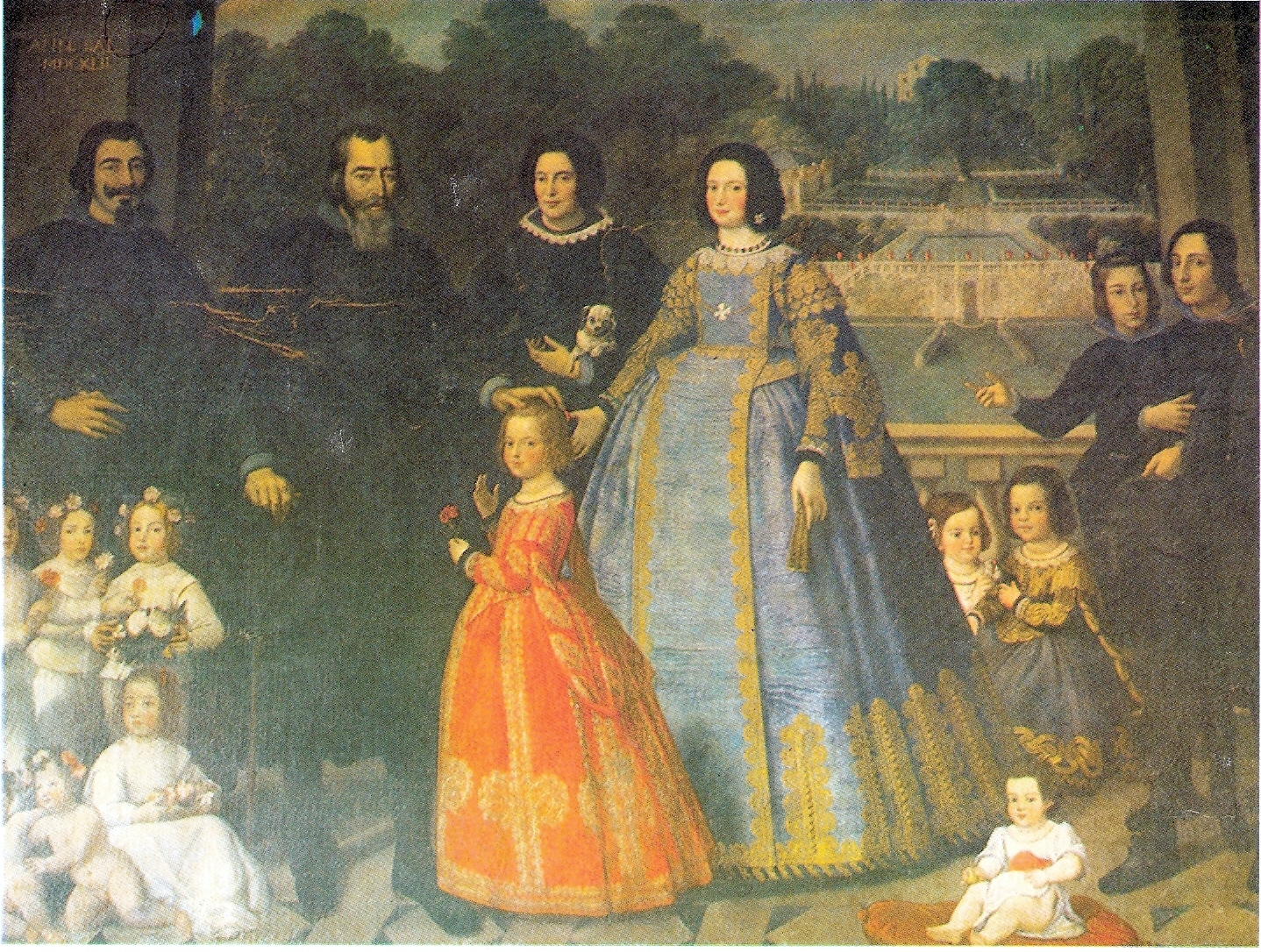
La famiglia Imperiale nella sua villa di Sampierdarena

Morì a Genova il 25 maggio 1712 e fu sepolto all'interno della cattedrale di San Lorenzo.

## Vita privata
Francesco Maria Imperiale Lercari si sposò due volte: il primo matrimonio con Maddalena Lomellini e il secondo (1651) con Emilia Brignole Sale.